# Alaskahalvøen
Alaskahalvøen (også kaldet Aleut Peninsula eller Aleutian Peninsula, Aleut: Alasxix; Sugpiaq: Aluwiq, Al'uwiq ) er en halvø, der strækker sig omkring 800 km mod sydvest fra Alaskas fastland og ender i øgruppen Aleuterne. Halvøen adskiller Stillehavet fra Bristol Bay, der er en arm af Beringshavet.
I litteraturen (især russisk) blev udtrykket "Alaska-halvøen" brugt til at betegne hele det nordvestlige fremspring af det nordamerikanske kontinent, eller hele det, der nu er staten Alaska, på nær dens panhandle (Sydøst Alaska) og øer. Lake and Peninsula borough, Alaskas ækvivalent til et amt, er opkaldt efter halvøen.

## Geografi
Aleutian Range er en meget aktiv vulkansk bjergkæde, som løber langs hele halvøens længde. Her ligger flere beskyttede naturområder, herunder Katmai National Park and Preserve, Aniakchak Nationalmonument og reservat og Becharof Nationale Vildtreservat, Alaskahalvøen Nationale Vildtreservat og Izembek National Wildlife Refuge. Den mest aktive vulkan langs den vulkanske bjergkæde er Pavlof Volcano, som er mere end 2.515 moh.
Den sydlige side af Alaska-halvøen er barsk og bjergrig, skabt af den tektoniske aktivitet af den nordlige stillehavsplade, der sænker sig under en vestlig del af den nordamerikanske plade; den nordlige side er generelt flad og sumpet, et resultat af årtusinders erosion og generel seismisk stabilitet. De nordlige og sydlige kyster er ligeledes ret forskellige. Den nordlige kystside ud til Bristol Bay er vandet generelt grumset og mudret, og har ekstreme tidevand og er i øvrigt relativt lavvandet; Stillehavssiden, som også er kendt som "ildringen," har relativt lille tidevandsaktivitet, og vandet er dybt og klart.

## Administration
Hele halvøen er organiseret som en del af fire tilstødende byområder; Aleuterne East Borough, Bristol Bay Borough, Kodiak Island Borough og Lake and Peninsula Borough. Lake and Peninsula Borough omfatter det meste af halvøens territorium.

## Flora og fauna
Alaska-halvøen er hjemsted for nogle af de største bestande af indfødte dyrearter og uforstyrret dyreliv i USA. Udover den berømte McNeil-flod og Katmais bestande af Alaska-havøens brunbjørn (en underart af brun bjørn) bor store flokke af rensdyr, elge, ulve, vandfugle og dalryper i området. Bjørnene på halvøen og ved Bristol Bay er så talrige, fordi de lever af verdens største stillehavslaks (Oncorhynchus nerka), som forekommer her i stort tal, fordi de mange store søer på halvøen er et vigtigt element i deres livscyklus. Disse laks svømmer, efter at de er vendt tilbage fra deres korte tid på havet, ind i søerne og deres tilløb for at gyde. Deres afkom, eller yngel, overvintrer i disse søers store dybder, indtil deres vandring til havet efter et eller to år.
Der findes usædvanligt store havfuglekolonier langs kysten. Derudover er der store bestande af havpattedyr i det nordlige Stillehav mellem Alaska-halvøen og Kamchatka. Dette omfatter spættet sæl, ringsæl, nordlig pelssæl, hvaler, marsvin, havodder og søløve.
Den forrevne sydlige halvdel af halvøen, og Kodiak-øgruppen, som ligger ud for halvøens sydkyst og er hjemsted for endnu flere bjørne, udgør Alaska-halvøens montane taiga- økoregion og indeholder en række beskyttede områder såsom Katmai National Park. Vegetationen på halvøen består for det meste af buskområder, græsklædte enge eller våd tundra.

## Demografi
Udover samfundene ved kysten (se: Bristol Bay ), er Alaska-halvøen også hjemsted for flere landsbyer: Cold Bay, King Cove, Perryville, Chignik, Chignik Lake, Chignik Lagoon og Port Moller . Hver af dem er primært beboet af indfødte i Alaska, og hver af dem er ligeledes for det meste afhængige af fiskeindustrien for at kunne forsørge dem. Landsbyen Sand Point bør inkluderes her, på trods af dens beliggenhed på Popof Island, en ø på Shumagin-øerne, lige ud for halvøens sydlige kyst.